# Сулейман Демолларі
Сулейман Демолларі (алб. Sulejman Demollari, нар. 15 травня 1964, Тирана) — албанський футболіст, що грав на позиції півзахисника, зокрема за «Динамо» (Тирана), «Динамо» (Бухарест), а також за національну збірну Албанії.. По завершенні ігрової кар'єри — тренер.
Чемпіон Албанії. Триразовий володар . Володар Суперкубка Албанії. Чемпіон Румунії. 

## Клубна кар'єра
Народився 15 травня 1964 року в місті Тирана. Вихованець футбольної школи клубу «Динамо» (Тирана). Дорослу футбольну кар'єру розпочав 1980 року в основній команді того ж клубу, в якій провів одинадцять сезонів. За цей час двічі виборював титул чемпіона Албанії, ставав володарем Суперкубка Албанії та Кубка Албанії (тричі).
Привернув увагу представників тренерського штабу «Динамо» (Бухарест) і 1991 року перебрався до Румунії. Відіграв за бухарестську команду наступні чотири сезони своєї ігрової кар'єри. Більшість часу, проведеного у складі бухарестського «Динамо», був основним гравцем команди. У складі бухарестського «Динамо» був одним з головних бомбардирів команди, маючи середню результативність на рівні 0,36 гола за гру першості. За цей час додав до переліку своїх трофеїв титул чемпіона Румунії.
Протягом 1995—1996 років захищав кольори грецького «Паніоніоса», а завершував ігрову кар'єру в угорському «Дьйорі», за який виступав протягом 1996—1997 років.

## Виступи за збірну
1983 року дебютував в офіційних матчах у складі національної збірної Албанії.
Загалом протягом кар'єри в національній команді, яка тривала 13 років, провів у її формі 45 матчів, забивши 1 гол.

## Кар'єра тренера
Розпочав тренерську кар'єру, повернувшись до футболу після невеликої перерви, 2001 року, очоливши тренерський штаб національної збірної Албанія, яка під його керівництвом протягом року провела 9 ігор, здобувши лише одну перемогу при трьох нічиїх і п'яти поразках.
У 2003–2004 роках і протягом частини 2006 працював на клубному рівні, тренуючи команду «Динамо» (Тирана).
Пізніше у 2009–2011 роках був головним тренером збірної Албанії U-15, а 2015 року увійшов до тренерського штабу  збірної Албанії U-19.

## Титули і досягнення
- Чемпіон Албанії (1):

«Динамо» (Тирана): 1985-1986, 1989-1990
- Володар Кубка Албанії (3):

«Динамо» (Тирана): 1981-1982, 1988-1989, 1989-1990
- Володар Суперкубка Албанії (1):

«Динамо» (Тирана): 1989
- Чемпіон Румунії (1):

«Динамо» (Бухарест): 1991-1992